# 水陸両用作戦
水陸両用作戦（すいりくりょうようさくせん、英語: Amphibious operation）は、上陸を伴う攻勢作戦であり、陸地に対し、海などの水域を越えて戦力投射を行うことを目的とする。
上陸作戦と同義に用いられることも多いが、水陸両用作戦のほうが上陸作戦よりも広範囲な意味を含む。なおAmphibiousはギリシア語に由来し、水陸両生の動物（両生類: Amphibia）、植物を指す語である。

## 歴史

### 揺籃期
敵領土への上陸戦は、陸戦に海軍を用いる最良の事例であり、その歴史は海戦と同じくらい古いとされる。しかし近代においては、沿岸砲の高威力化と機雷や水雷艇など新兵器の登場・発達で沿岸防備が強化されていったことから、19世紀末までには、上陸作戦は従来ほど効果的に実施できなくなっていた。このような情勢を受けて、アントワーヌ＝アンリ・ジョミニも上陸作戦に否定的であったように、各国陸軍ともに水陸両用作戦はあまり重視しなかった。
この様相に大きな一石を投じたのが、第一次世界大戦中の1915年に生起したガリポリの戦いであった。これは近代戦初の敵前上陸作戦であるとともに、その困難さを示す戦例ともなった。これを踏まえて、戦間期に研究開発を活発化させたのが大日本帝国陸軍とアメリカ海兵隊であった。
日本では、陸軍は奇襲の重要性に着目するとともに、敵前上陸のための自走舟艇の開発や上陸前後の弱点を補足する海空戦力による強力な掩護を求めるようになった。一方、海軍は艦砲射撃の効果が少なかったことに着目し、折から軍艦の精巧化に伴って艦艇乗員の専門化が進み、陸戦隊の維持が負担となっていたことから、上陸作戦への主体的関与を薄めていった。このことから、日本軍の上陸作戦は陸軍が主導するようになり、1927年から1932年にかけて陸海軍協同で制定された「上陸作戦綱要」において明文化された。またこれと前後して、人員を輸送・揚陸するための小発動艇（小発）、火砲・車両等の輸送に対応した大発動艇（大発）が開発されたが、これらは世界初の実用的上陸用舟艇であった。これらのシステムは、1932年の第一次上海事変の際の七了口上陸作戦において早速実戦投入され、有効性が確認された。
一方、米西戦争によってカリブ海および太平洋の旧スペイン植民地に対する管理権を獲得したアメリカ合衆国も、これらの地域での上陸戦を想定した研究に着手していた。こちらは、折から陸軍への合併・廃止が提案されて組織存続の危機に直面していた海兵隊が主務者となっていたこともあって、海軍との統合作戦を前提としており、1934年にはアール・H・エリス中佐の構想を基にして暫定上陸作戦マニュアルが作成された。日本軍が奇襲を前提としていたのに対し、アメリカ海兵隊では艦砲の火力支援を前提に、強襲揚陸を重視して研究を進めていた。

### 第二次大戦
日中戦争の緒戦において、1937年には杭州湾への上陸作戦が行われたほか、太平洋戦争でもマレー作戦などで上陸作戦が展開された。これらの戦闘において、日本軍は海空陸戦力を密接に協同させた作戦を展開しており、米軍により「海洋電撃戦」（maritime blitzkrieg）として高く評価された。
しかし日本陸軍では、上陸作戦は上陸した段階で終了するものと捉えており、その後の戦いは通常の陸上作戦となるものとする観念が強く、島嶼戦の連続となるような状況や、港湾設備がない島嶼で長期に渡って活動し続けるという状況は想定されていなかった。また特に中国沿岸で圧倒的な制海制空権下での成功体験を積み重ねたことは、後に太平洋戦域において強大な米英の海空軍に対抗するにあたり、陸海軍協同の阻害要因となった。海軍は艦隊決戦に重きをおいており、上陸作戦の援護や、上陸後の軍事海運に対する関心は薄くなっていた。
これに対し、アメリカ軍の水陸両用作戦は当初から統合作戦として発達したこともあって、サイパンのように大規模な作戦では、ひとつの攻略作戦において海軍・海兵隊・陸軍と軍種を越えた指揮系統が組織されるようになっていた。特にこの時期の海兵隊と海軍との連携は歴史上前後に例がないほどに強いものであった。

### 冷戦期以降
大戦での経験を踏まえて、アメリカ海兵隊では空地連携が更に推し進められることになり、1947年に制定された国家安全保障法では、海兵隊部隊の編制内に航空部隊が含まれることが明記された。そして1952年、アメリカ合衆国議会は、海兵隊の航空部隊・地上部隊の統合の推進を打ち出した。
これと並行して、アメリカ海兵隊では、ヘリコプターを水陸両用作戦で活用するための研究に着手していた。これはヘリボーンの戦術的な利点と同時に、部隊の集結・散開を迅速に行えるために戦術核兵器の標的になりにくいこと、また放射性物質を含んだ津波の影響も避けやすいことにも着目したものであった。1947年12月には実験飛行隊 (HMX-1) が編成され、1948年5月の上陸演習では護衛空母を母艦としたヘリボーンを実施して、その有用性を立証した。
また空地連携を効率的に行うための編制についても研究が進められた。1954年には海兵隊総司令官が「海兵空地任務部隊（MAGTF）コンセプト」を打ち出し、実験・演習を経て、1963年にはその編制が正式に定められた。これは均衡が取れた陸・空の戦力および兵站支援能力を備えた部隊を、自己完結型の「パッケージ」として組織しているという特徴があり、以後のアメリカ海兵隊の水陸両用作戦の基本単位となった。
一方で、現代では対艦弾道ミサイル・巡航ミサイルの発達により、それを保有する大国相手には水陸両用作戦の実行自体が困難になるという意見もある。米中間における軍事的衝突の潜在的可能性やマルチハザード化に伴って海軍と海兵隊の連携強化が進められていることもあり、2017年には、水陸両用作戦よりも広範な概念として、アメリカ海軍・海兵隊が共同で開発した「係争環境における沿海域作戦」（LOCE）コンセプトが打ち出されたが、これは海と陸を含む沿海域を「一体の、統合された戦場空間」として位置付けるとともに、制海と戦力投射の相互関係をも取り込んだものとなっている。アメリカ海兵隊では、LOCEコンセプトの下位概念として遠征前進基地作戦（EABO）コンセプトの開発も行っている。

## 種類
水陸両用作戦には4つの基本的なタイプがあり、また災害派遣や人道支援活動など戦争以外の軍事作戦も「その他の作戦への支援」（Support to Other Operations）として追加されることもある。
強襲（Assault）
敵の支配下にある沿岸地域で陸戦を展開するにあたり、作戦部隊や兵站活動の前進拠点（橋頭堡）を確保するための作戦。
奇襲（Raid）
強襲は恒久的な占領を目的とするのに対し、戦術的・作戦的な目的を達成するための一時的な拠点確保を目的とするのが「奇襲」で、部隊の撤収・収容を最初から計画に織り込んでいる点が決定的に異なる。通常は小規模なコマンド部隊による特殊作戦として行われるが、ディエップの戦いのように師団規模の作戦が展開される場合もある。
撤退（Withdrawal）
自軍や物資、民間人を撤退させる作戦。
示威（Demonstration）
敵への欺瞞・陽動や自軍戦力の誇示を目的とした作戦。

## 段階
通常、水陸両用作戦は、下記の5つの段階から構成される。
1. 計画と準備（Planning and preparation）
2. 戦闘地域への前進（Passage to the battle zone）
3. 上陸前作戦（Pre-landing operations）
4. 海岸の確保（Securing the beach）
5. 確定と活用（Consolidation and exploitation）

### 計画と準備
水陸両用作戦では、陸海空の各領域を担当する多くの軍種や兵科の統合（共同、諸兵科連合）及び調整、時として同盟国との連合が求められるため、各段階のうち「計画」が最も複雑な部分となる。
上陸地点を選ぶ際には、敵の防衛体制に加えて、海岸の地形による見通しや海流の状況が考慮される。また汀線付近においては、上陸用舟艇が座礁しないように遠浅の海を避けるとともに、上陸部隊の体制を整えたり兵站支援を支障なく行えるような地積も必要である。
上陸日時は、気象状況や敵情に応じて決定される。夜間の上陸は奇襲効果を期待できるが、上陸活動そのものの難度が上がることもあって、最もよく上陸が行われる時間帯は、明け方と夕暮れである。

### 戦闘地域への前進
計画が決定されると、作戦のために任務部隊が編成されて、作戦地域（Amphibious objective area, AOA）へ移動する。多数の輸送艦・揚陸艦や護衛艦が行き交うことになり、また敵もこれを阻止しようとするため、水陸両用作戦部隊にとって移動は危険な任務である。
このため、攻撃側は制海権の確保を志向する。任務部隊は敵の航空機や水上艦艇、潜水艦の脅威が最も少ないルートを移動し、できるだけ長期間外洋に留まって地上からの脅威を避けるとともに、必要であれば広範囲に散開することもある。
なお上陸部隊を船積みする際には、現地でどのように使用するかを踏まえて物資を積載する必要がある。すべての装備を橋頭堡に整然と陸揚げできるようにするべきであり、上陸地域を混乱させたり指揮官の統制を乱したりすることは避けねばならない。

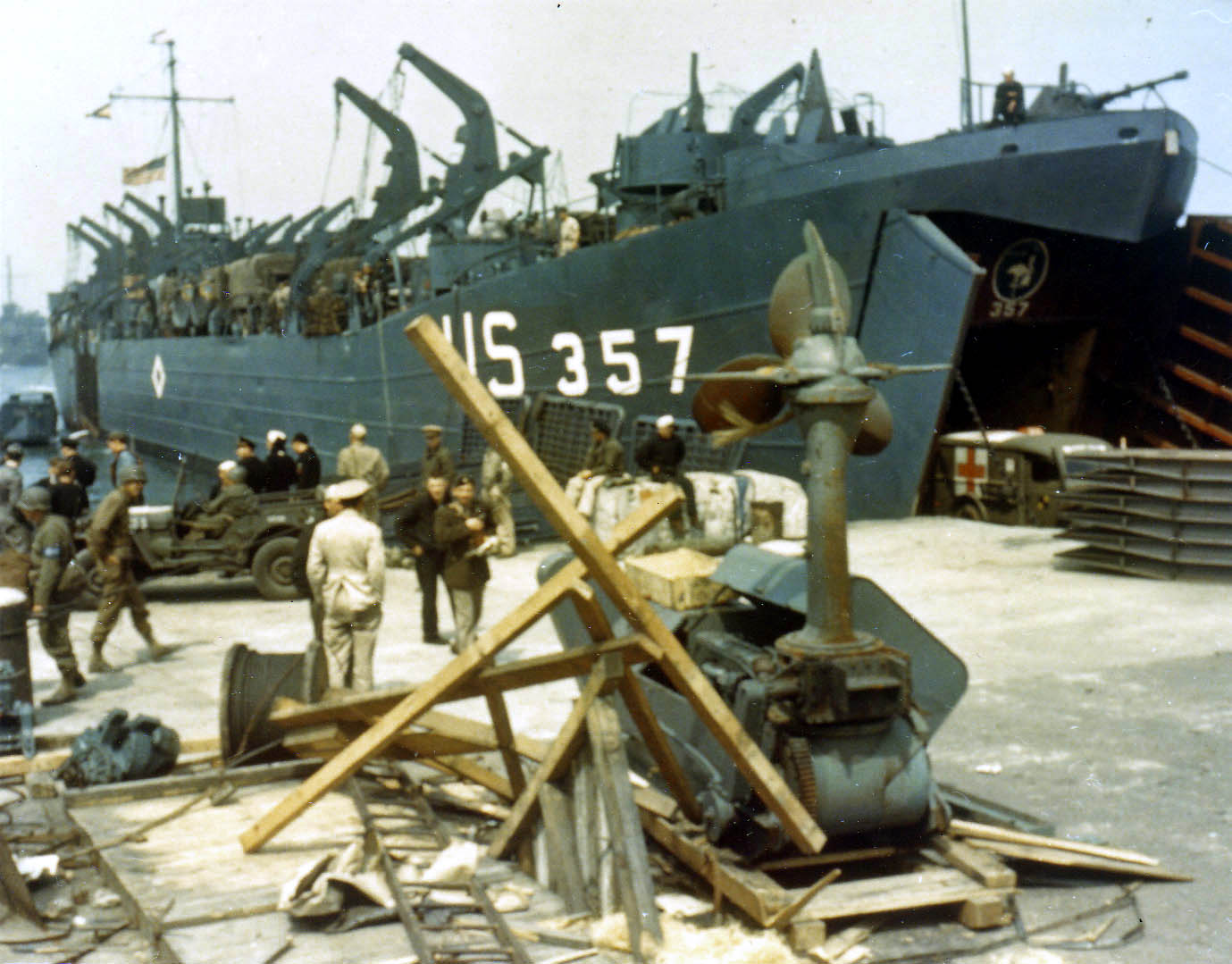
ノルマンディー上陸作戦に備えてLST-1級戦車揚陸艦に搭載されるトラック
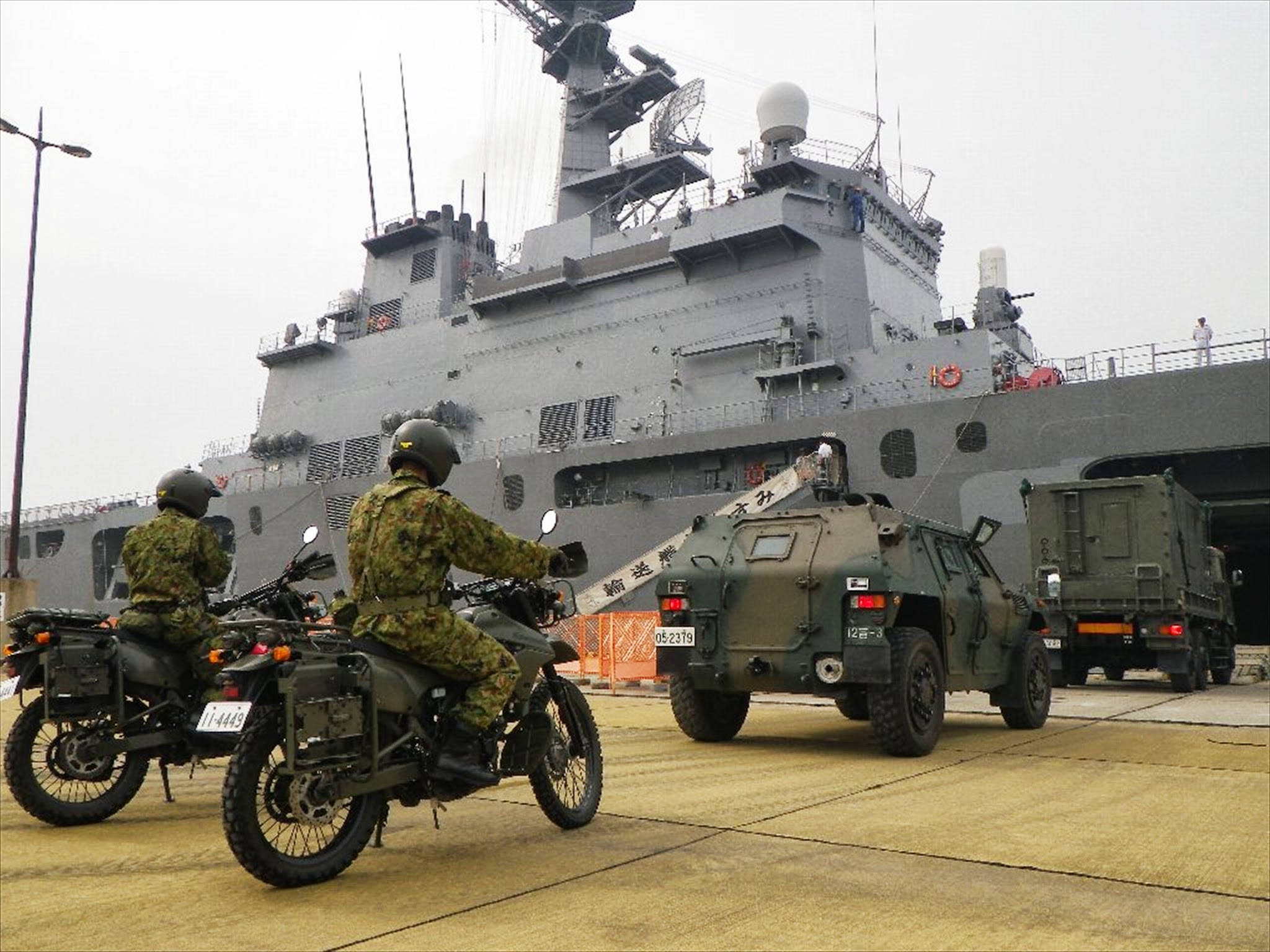
「おおすみ」に乗艦する陸上自衛隊

### 上陸前作戦
上陸部隊が行動を起こす前に、作戦地域では様々な準備が行われる。その代表となるのが、敵の防衛体制を破壊するために行うための爆撃で、沿岸防衛施設のほか、兵站上の重要地点や、反撃部隊の輸送のために使用される可能性がある道路網・鉄道網なども目標となる。またこのほか、本当の上陸点から敵の目をそらすための欺瞞・陽動作戦、沿岸防衛部隊の士気を挫くための心理戦も行われる。
上陸前作戦には、上陸点周辺の障害物除去作業も含まれる。障害物には、上陸用舟艇を狙って海中に仕掛けられた罠（機雷や尖らせた鉄骨）や、海岸に仕掛けられた地雷原、車両破壊用の罠などがある。特殊部隊により、これらの障害物を破壊したり、上陸部隊が避けて通れるように位置を特定したりする。特に機雷が敷設されている場合は、上陸作戦前に掃海艇を投入して、師団規模の上陸作戦であれば幅1キロの水路を確保する必要がある。

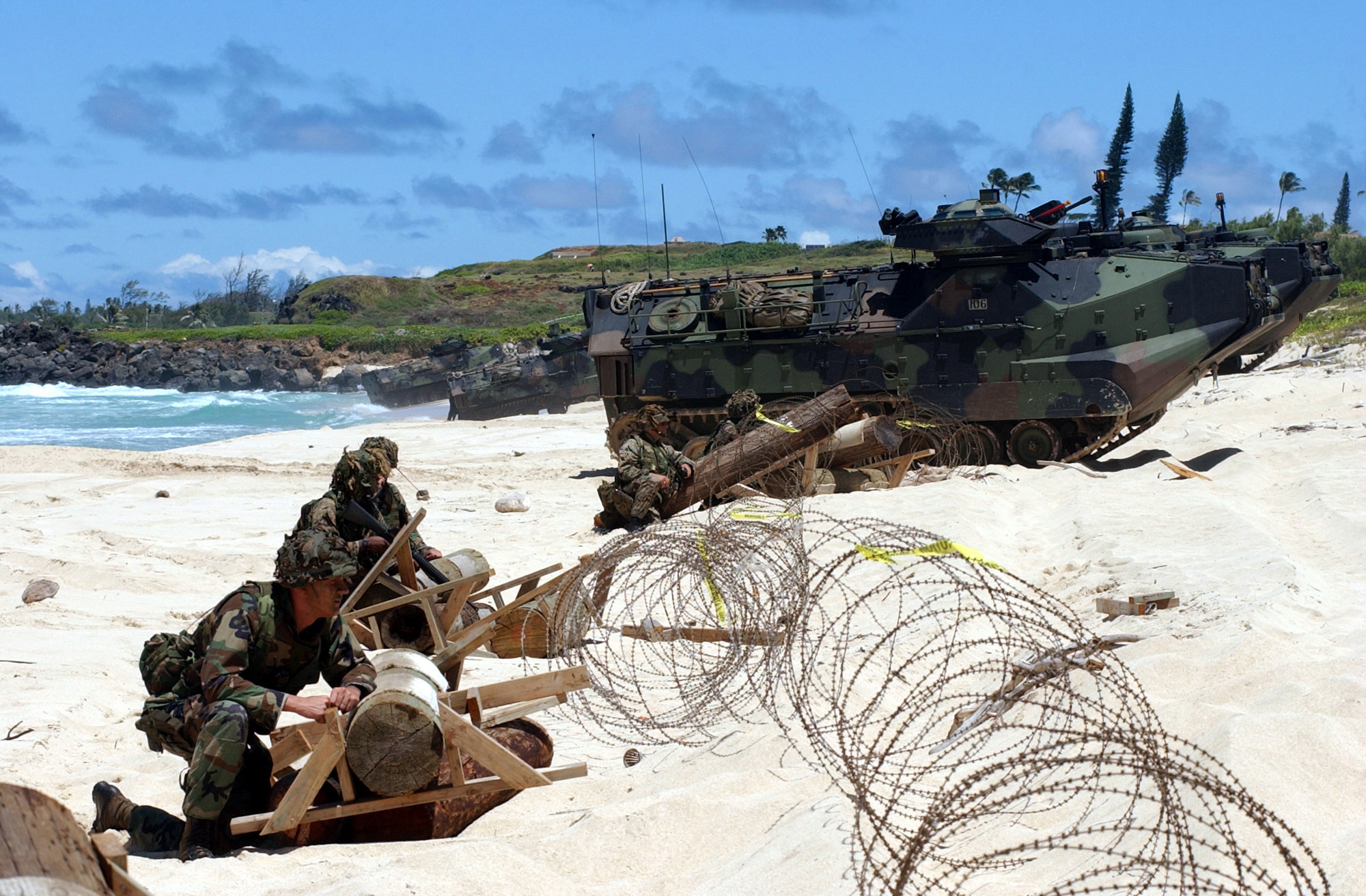
汀線上の障害物を啓開するアメリカ海兵隊員
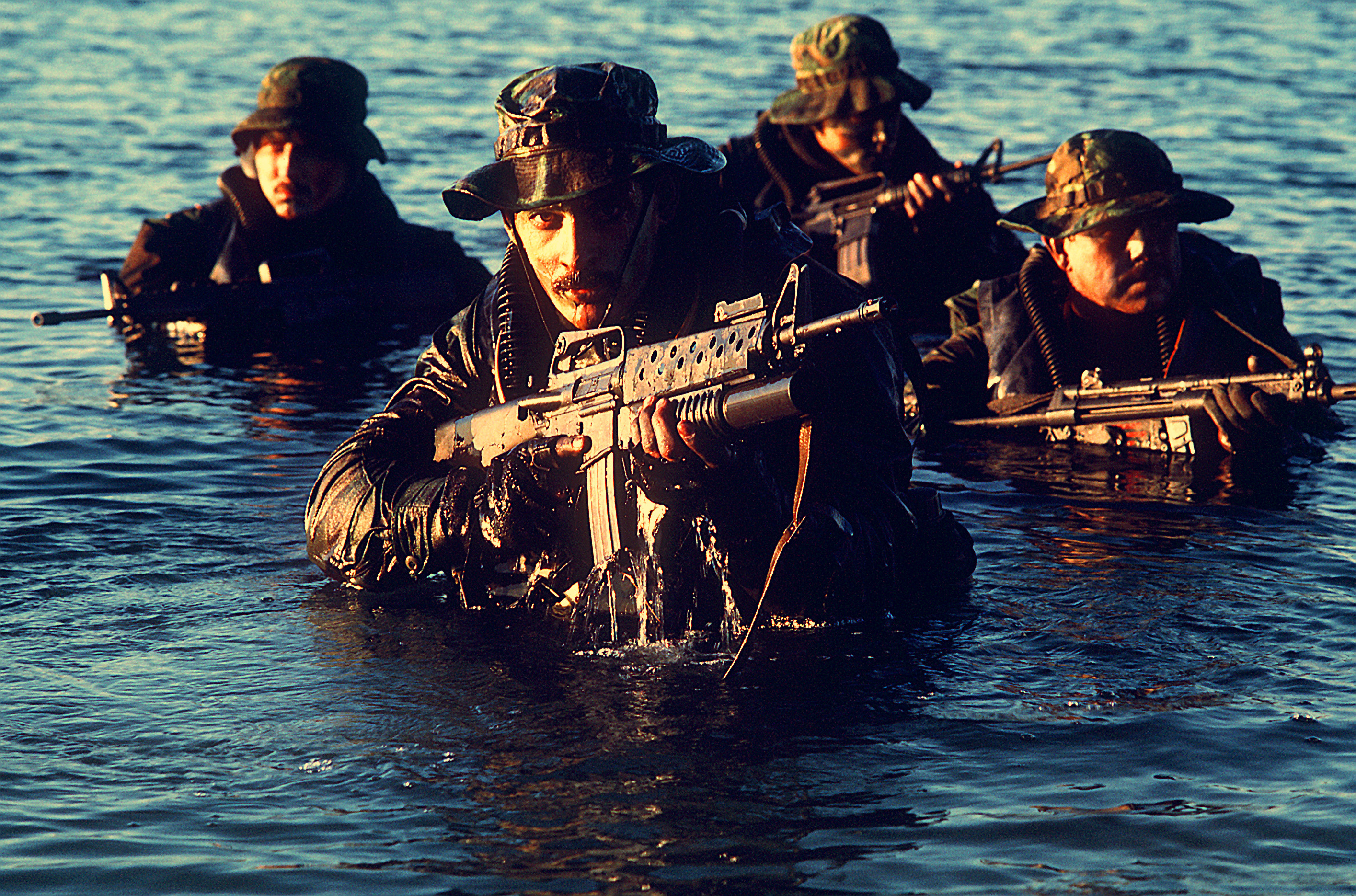
隠密上陸するNavy SEALs隊員

### 海岸の確保
敵の抵抗が全くあるいは殆どない状況下での上陸作戦でさえ様々な問題が生じるが、敵が待ち構えている中で実施される水陸両用作戦は、あらゆる軍事作戦の中でも最も困難かつ危険なものである。上陸部隊の海陸間（ship-to-shore）移動は上陸用舟艇や水陸両用車、ヘリコプターによって行われる。
最大規模のMAGTFである海兵遠征軍（MEF）が上陸作戦を行う場合、その地上戦闘部隊 (Ground combat element) である海兵師団は、典型的には3個連隊のうち2個連隊を汀線への攻撃に投入するが、特にこのうちAAV7装甲兵員輸送車に乗車した4個中隊（約700名）が第一波を構成する。第二波は残りの歩兵中隊と重火器部隊、第三波は舟艇に搭載された戦車中隊と大隊支援部隊、第四波も支援部隊である。8分間で3,000名以上の兵員と、150台以上の装甲車両と火砲が上陸を完了する。
またこれと並行して、1個連隊はヘリボーン機動を行い、海岸を攻撃する部隊が汀線に到達する前に、その10ないし30キロ内陸部へ展開する。まず1個大隊が展開して降下地域内の敵を掃討したのち、連隊の残余が展開して、汀線の部隊と連携して、橋頭堡を確保する。

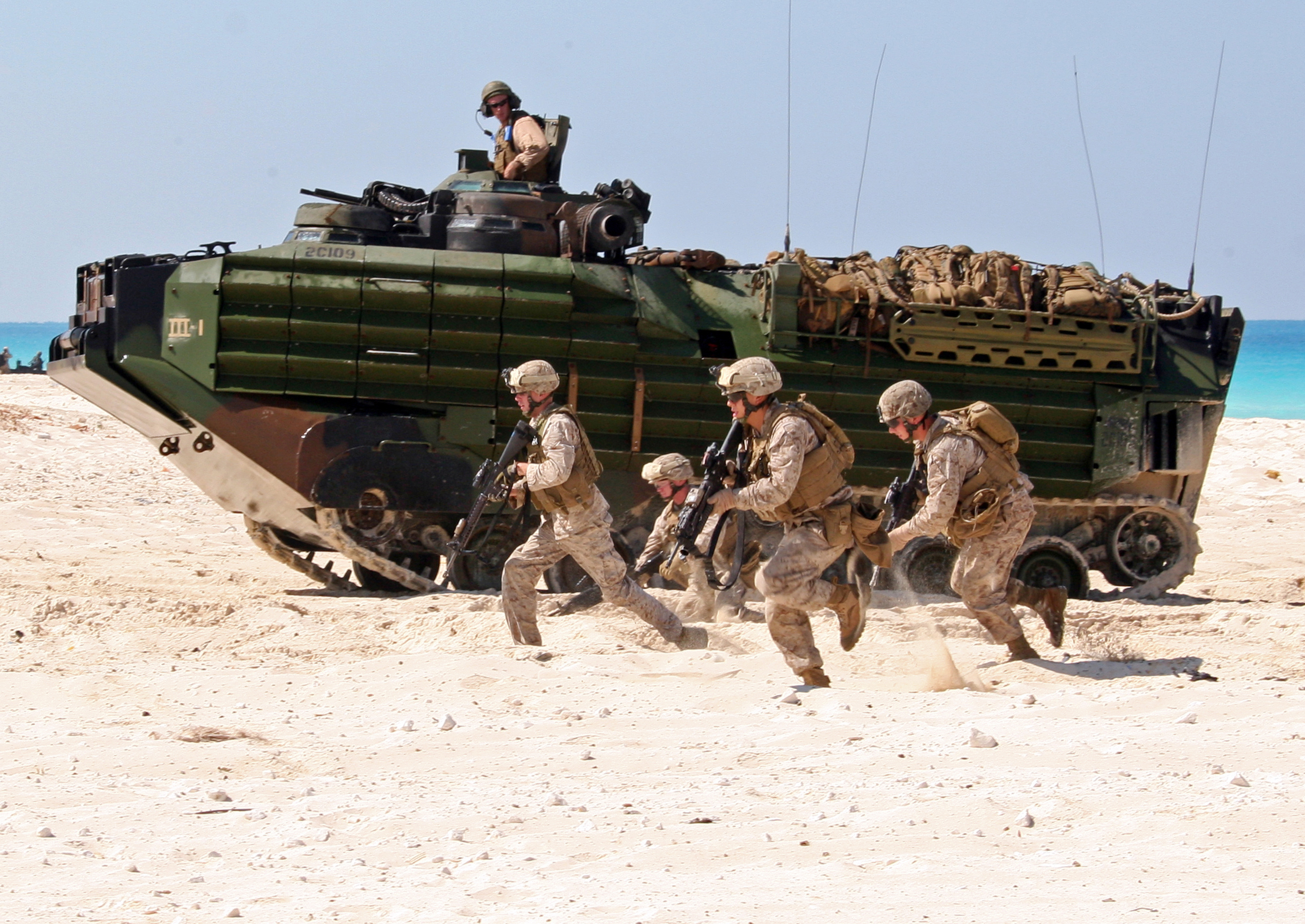
前進するAAV7と海兵隊員
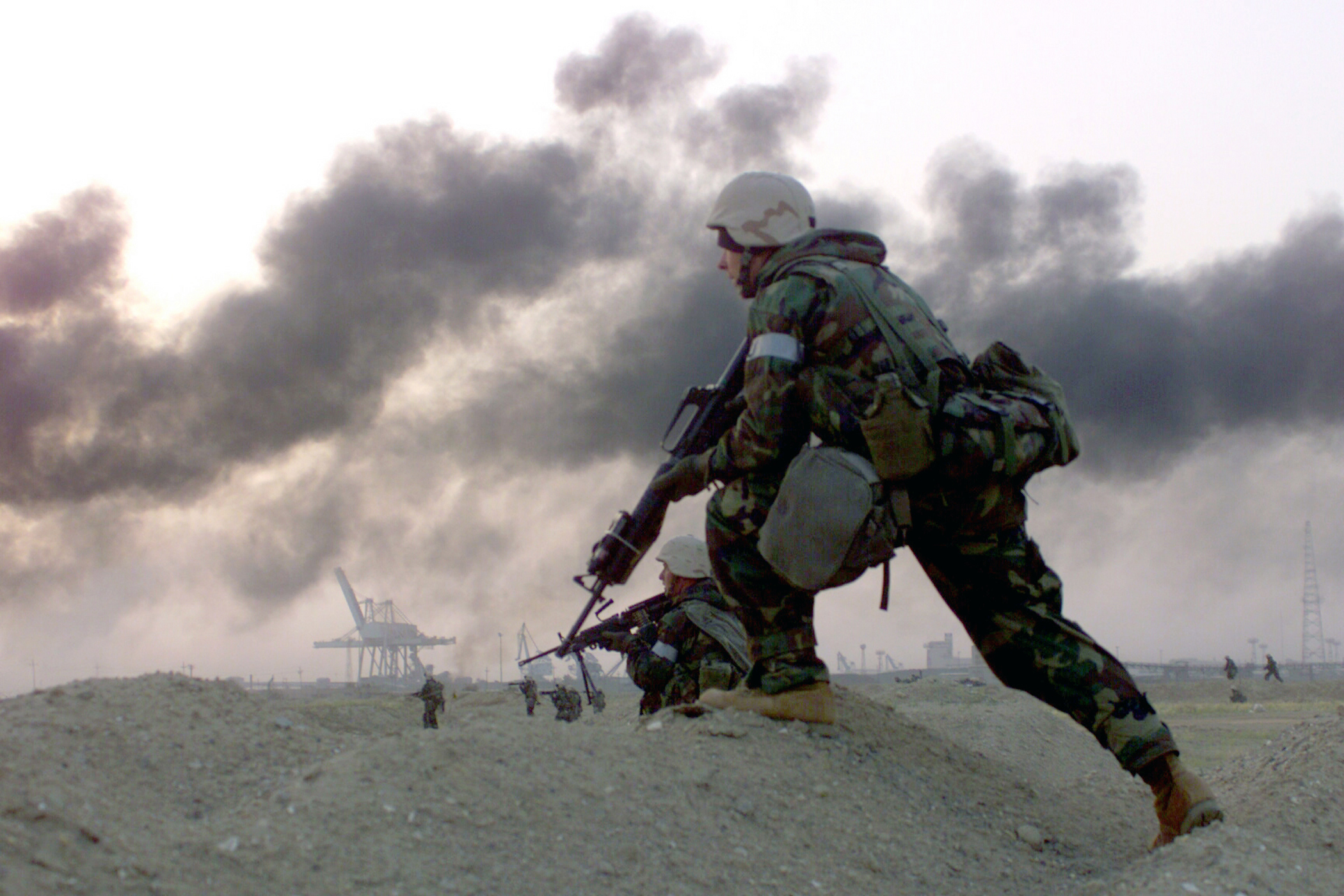
海岸線を確保する海兵隊員
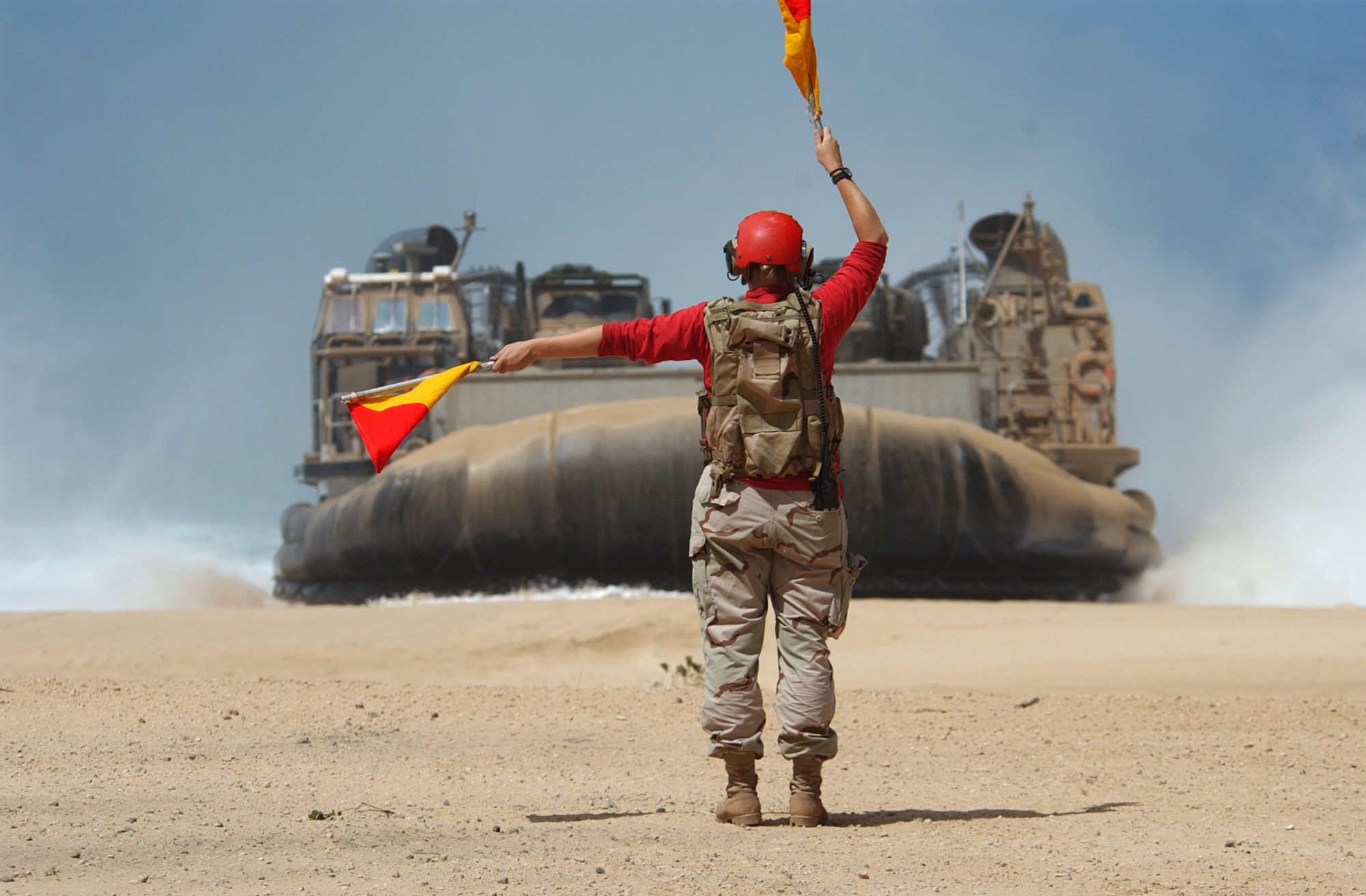
着上陸するLCACと誘導員
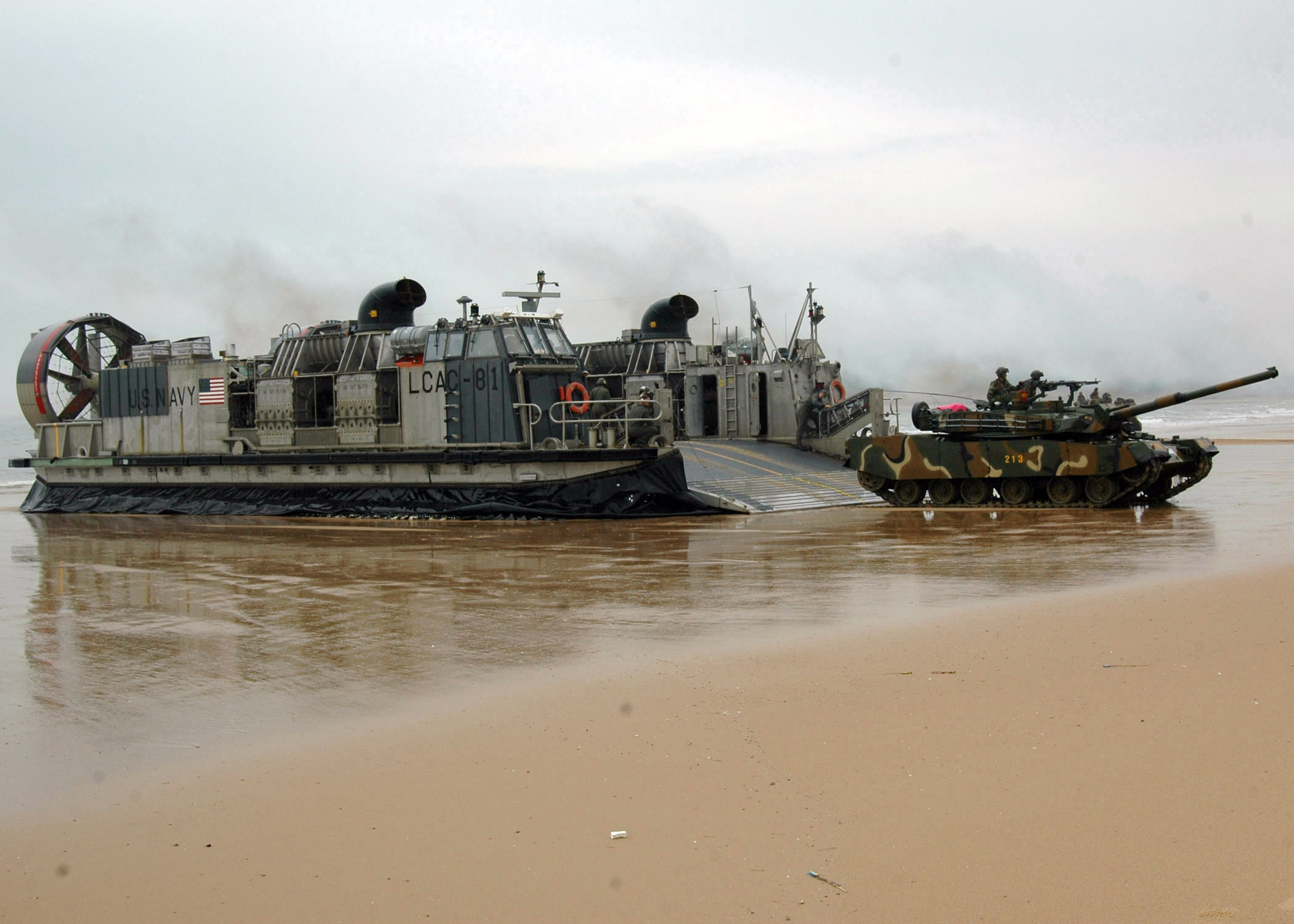
LCACより上陸するK1戦車

### 確定と活用
単に海岸を確保するだけでなく、これを強化して橋頭堡として構築するに至らなければ、水陸両用作戦は成功とは言えない。MEFを投入した作戦の場合、通常は幅50キロ・深さ30キロ程度の橋頭堡が構築され、最初の上陸から2・3日後には飛行場も完成する。しばらくは上陸した海岸からの補給が継続されるが、舟艇やヘリコプターによる輸送はコストが高く輸送可能量も限られるため、可能なら敵の港湾施設を占領するか、工兵隊によって臨時埠頭を構築することもある。また輸送車両も陸揚げして、前線部隊への後方支援も継続しなければならない。
このようにして「確定」の段階が終了すると「活用」の段階に入り、橋頭堡の軍事力は、そこからの進攻を開始することになる。この段階以降では、水陸両用作戦は陸上戦闘の性質が色濃くなっていく。